# La Platte (Nebraska)
La Platte es un lugar designado por el censo ubicado en el condado de Sarpy en el estado estadounidense de Nebraska. En el Censo de 2010 tenía una población de 114 habitantes y una densidad poblacional de 142,91 personas por km².

## Geografía
La Platte se encuentra ubicado en las coordenadas 41°4′20″N 95°55′36″O / 41.07222, -95.92667. Según la Oficina del Censo de los Estados Unidos, La Platte tiene una superficie total de 0.8 km², de la cual 0.75 km² corresponden a tierra firme y (6.49%) 0.05 km² es agua.

## Demografía
Según el censo de 2010, había 114 personas residiendo en La Platte. La densidad de población era de 142,91 hab./km². De los 114 habitantes, La Platte estaba compuesto por el 91.23% blancos, el 0% eran afroamericanos, el 4.39% eran amerindios, el 0% eran asiáticos, el 0% eran isleños del Pacífico, el 3.51% eran de otras razas y el 0.88% pertenecían a dos o más razas. Del total de la población el 6.14% eran hispanos o latinos de cualquier raza.